# Harry Larsen
Harry Julius Larsen (ur. 4 września 1916 w Kirkerup, zm. 12 sierpnia 1974 w Kopenhadze) – duński wioślarz, srebrny medalista olimpijski.
Wystartował w dwójkach bez sternika na igrzyskach olimpijskich w Berlinie w 1936 roku. W parze z Richardem Olsenem wywalczył srebrny medal. W wyścigu finałowym walkę o złoto przegrali o 3,1 sekundy z reprezentantami III Rzeszy. Był to jego jedyny start olimpijski.
Wspólnie z Olsenem w tej samej konkurencji zdobył również srebrny medal na mistrzostwach Europy w Amsterdamie (1937).